# Wereldfietsdag

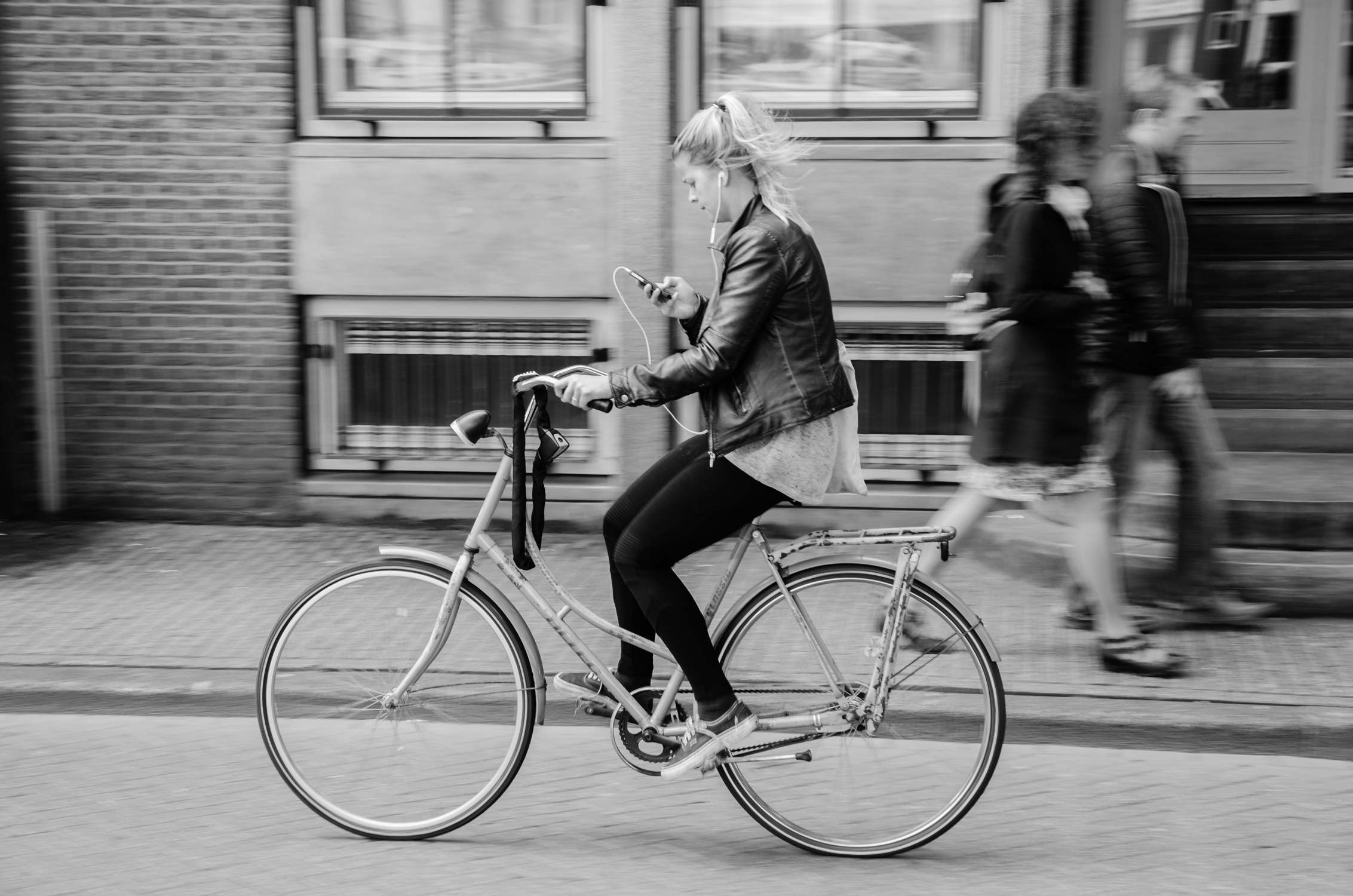
fietsen in Amsterdam

In april 2018 riep de Algemene Vergadering van de Verenigde Naties 3 juni uit tot Internationale Wereldfietsdag. De resolutie voor Wereldfietsdag erkent "het unieke karakter, de lange levensduur en de veelzijdigheid van de fiets, die al twee eeuwen in gebruik is, en dat het een eenvoudig, betaalbaar, betrouwbaar, schoon en milieuvriendelijk duurzaam vervoermiddel is."

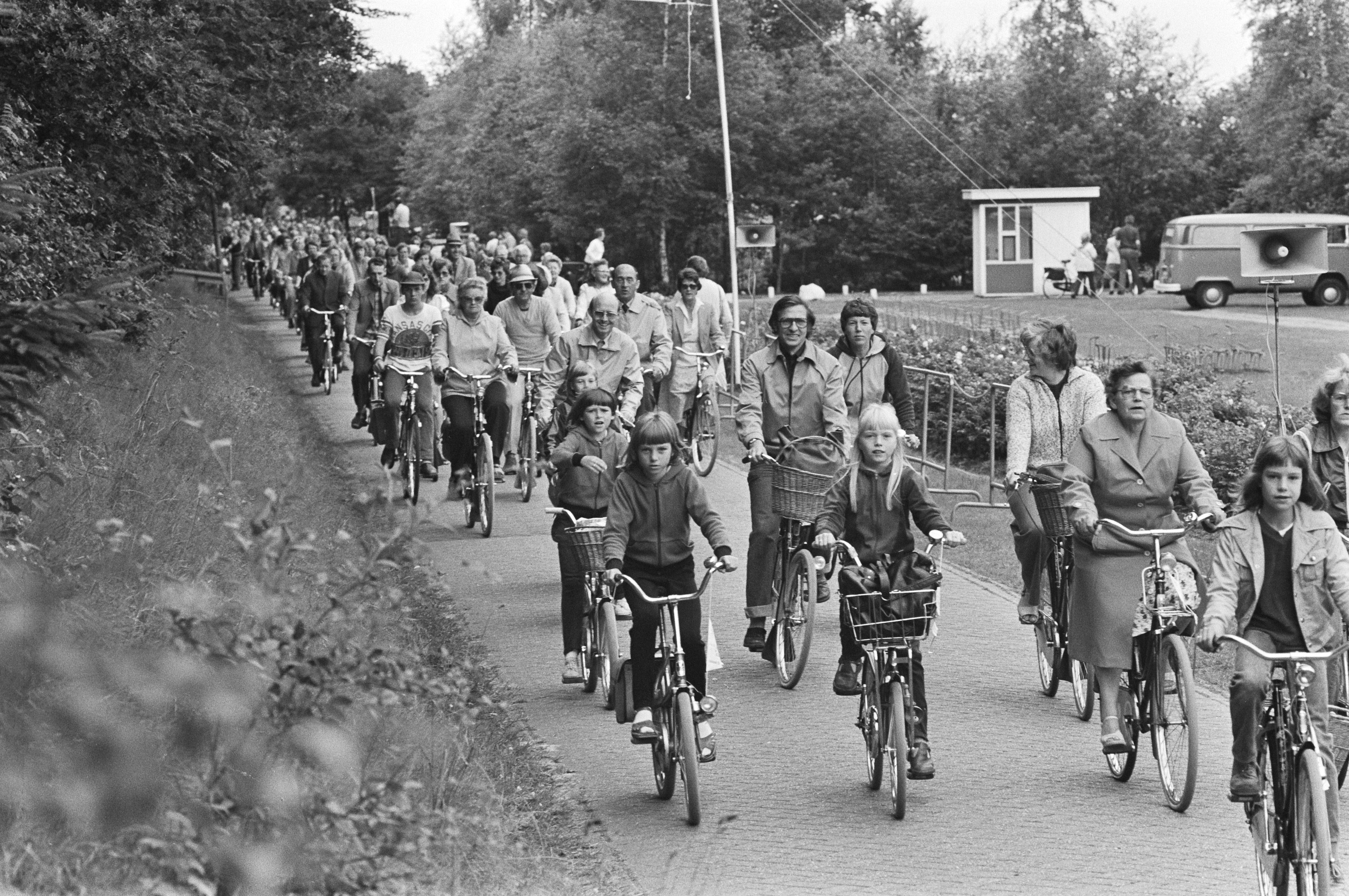

## De oprichting van Wereldfietsdag
Professor Leszek Sibilski, Poolse sociale wetenschapper die in de Verenigde Staten werkt, leidde een grassroots-campagne met zijn sociologieles om een VN-resolutie voor Wereldfietsdag te promoten, en kreeg uiteindelijk de steun van Turkmenistan en 56 andere landen. Het originele VN-blauw en wit # June3WorldBicycleDay-logo is ontworpen door Isaac Feld.  De bijbehorende animatie is gemaakt door professor John E. Swanson. Het toont fietsers van verschillende typen die over de hele wereld rijden. Onderaan het logo staat de hashtag # June3WorldBicycleDay. De belangrijkste boodschap is om te laten zien dat de fiets toebehoort aan en dient voor de hele mensheid.

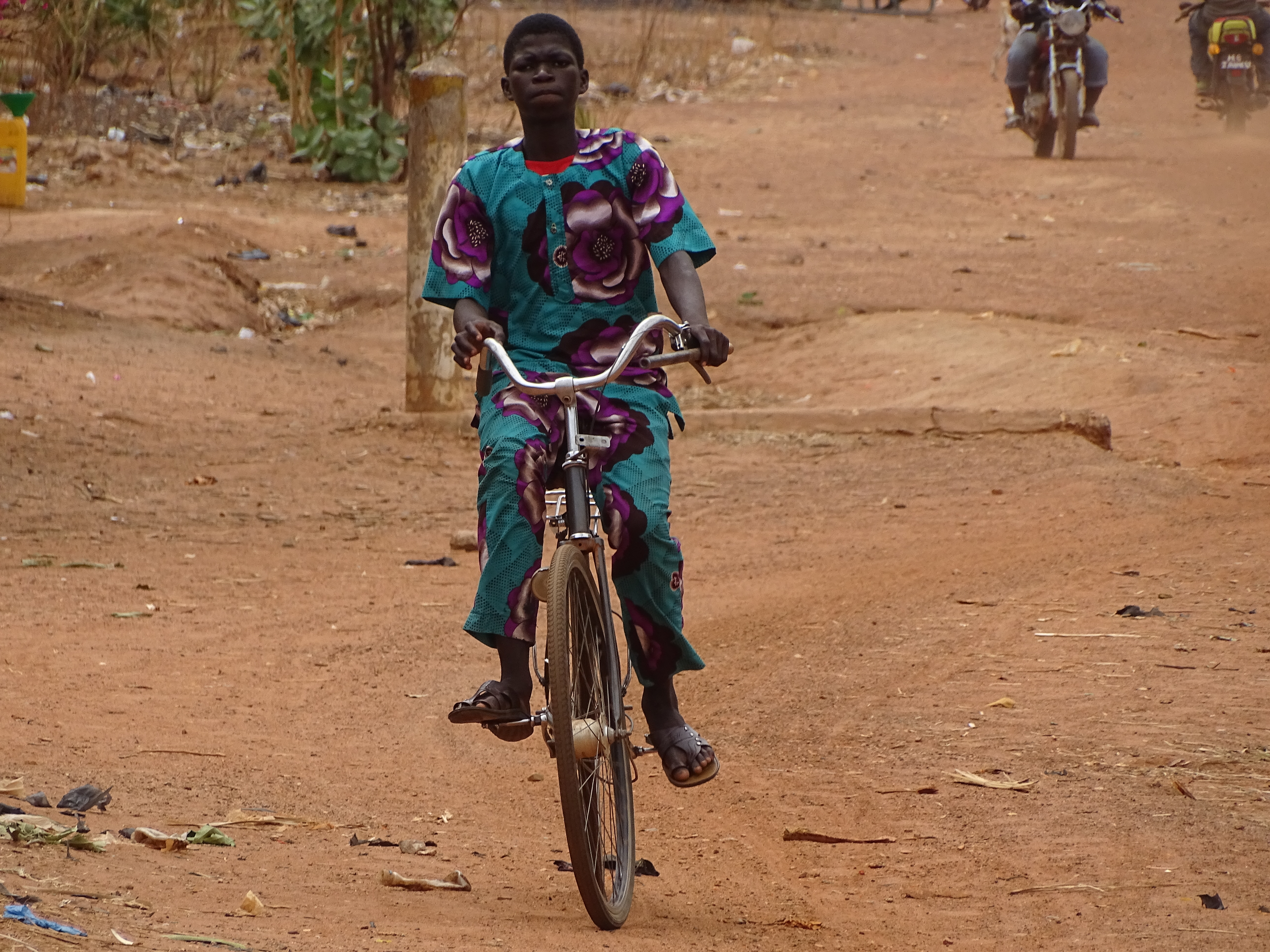
fietsen in Afrika

## De betekenis van Wereldfietsdag
Wereldfietsdag viert een vervoermiddel dat al meer dan twee eeuwen bestaat en waarvan de populariteit nog steeds toeneemt. Wereldfietsdag is een wereldwijde feestdag waar iedereen van kan genieten, ongeacht welke eigenschap dan ook. De fiets als symbool van menselijke vooruitgang en vooruitgang bevordert tolerantie, wederzijds begrip en respect en vergemakkelijkt sociale inclusie en een cultuur van vrede. De fiets is verder een 'symbool van duurzaam vervoer en brengt een positieve boodschap om duurzame consumptie en productie te stimuleren, en heeft een positieve impact op het klimaat.